# Сфинголипидозе
Сфинголипидозе су хетерогена група поремећаја метаболизма и складиштења липида који погађа првенствено централни нервни систем. Поремећај  складиштења липида или дегенеративни поремећаја складиштења узрокован је недостатком ензима који је неопходан за катаболизам липида који садрже керамида, који се такође укључен у метаболизам сфинголипида.
Ови поремећаји се јављају углавном у педијатријској популацији, а дегенеративну природу процеса болести генерално карактерише дифузно и прогресивно захватање неурона (сива материја) са психомоторном ретардацијом и миоклонусом (бела материја) са слабошћу и спастичношћу.
Главни чланови ове групе поремећаја су Ниман—Пикова болест, Фабријева болест, Крабеова болест, Гошеова болест, Теј–Саксова болест и метахроматска леукодистрофија, генерализована ганглиозидоза. Ове болести се генерално наслеђују аутозомно рецесивно, нарочито Фабријева болест  која је за Х-везана рецесивна болест. Биохемијска истраживања су идентификовала дефекте у сфинголипидозама због специфичних лизозомалних ензима. На пример, Ниман—Пикова болест нема сфингомијелиназу; Крабеовој болести недостаје галактоцереброзидаза; Гошеовој болести недостаје бета-Д-глукозидаза; метахроматској леукодистрофији недостаје сулфатаза; Теј-Саксовој болести недостаје хексосаминидаза А; а генерализованој ганглиозидози недостаје бета-галактозидаза.
Гледано заједно, сфинголипидозе имају инциденцију од приближно 1 на 10.000, али и знатно више у одређеним популацијама као што су Јевреји Ашкенази. Ензимска супституциона терапија је доступна за лечење углавном Фабријеве болести и Гошеове болести, а људи са овим типовима сфинголипидоза могу живети и у одраслом добу. Други типови су генерално фатални у доби од прве до пете година за инфантилне облике, али прогресија може бити блага за јувенилне или одрасле облике.
Иако тренутно не постоје доступни начини спровођења корективне терапије код ових поремећаја, коначна дијагноза је могућа и пре порођаја и после порођаја, тако да  поуздану и тачну основу за дијагнозу пружа генетско саветовање.

## Епидемиологија
Преваленција појединих болести из групе сфинголипдоза је код:
- Ганглиозидозе: око 1 на 100.000 порођаја.
- Таи-Саксова болест: око 1 на 320.000 рођених.
- Гошеове болести: око 1 од 20.000 живорођених.[4]
- Ниман-Пикове болести: око 1 од 100.000.[5]
- Фарберове болести: око 1 на 100.000.
- Фабријева болест: између 1 од 40.000 и 120.000 мушкараца.[6][7][8]
- Крабеове болести: око 1 на 100.000.
- Метахроматске леукодистрофије: 1 случај у 40.000 до 1 случај међу 160.000 особа.[9]
- Волманове болести: мање од 1 на 100.000

## Етиопатогенеза
Сфинголипидозе су хетерогена група наследних поремећаја метаболизма липида који погађају првенствено централни нервни систем. Ови поремећаји се јављају углавном у педијатријској популацији, а дегенеративну природу процеса болести генерално карактерише дифузно и прогресивно захватање неурона (сива материја) са психомоторном ретардацијом и миоклонусом  (бела материја) са слабошћу и спастичношћу.
Биохемијска истраживања су идентификовала дефекте у сфинголипидозама специфичних лизозомалних ензима, па тако на пример:
- Ниман-Пикова болест нема сфингомијелиназу;
- Крабеовој болести недостаје галактоцереброзидаза;
- Гошеовој болести недостаје бета-Д-глукозидаза;
- Метахроматској леукодистрофији недостаје сулфатаза;
- Теј-Саксовој болести недостаје хексосаминидаза А;
- Генерализованој ганглиозидози недостаје бета-галактозидаза.

Сфинголипиди су првенствено мембрански липиди. Синтеза ових липида је потребна када се формирају ћелије. Када ћелије као што су црвена и бела крвна зрнца постану старе, уклањају се из циркулације. Њихове мембранске компоненте се секвенцијално биоразграђују хидролитичким ензимима смештеним у лизозомима унутар фагоцитних ћелија.
Како се мозак развија и формирају синапсе, структуре сфинголипида могу бити поједностављене или смањена њихова количина. Оба ова процеса захтевају секвенцијалну активност серије сфинголипидних хидролаза. Повремено се јављају штетне мутације у генима који кодирају ензиме који катаболизирају сфинголипиде који узрокују смањење њихове каталитичке активности. Када дође до такве промене, долази до акумулације липида који би се нормално потпуно разградио. Акумулација може бити брза или спора у великој мери у зависности од природе мутације и њеног утицаја на активност ензима. На пример, неки пацијенти са Гошеовом болешћу са веома ниском активношћу глукоцереброзидазе имају брзу и екстензивну акумулацију глукоцереброзида у целом телу. Мозак ових беба је у великој мери оштећен, а кортикална неуронофагија је широко распрострањена. Пацијенти који показују овај фенотип класификовани су као оболели од Гошеове болести типа 2. Пацијенти са Гошеовом болешћу типа 3 касније испољавају неуропатске знаке. Већина пацијената са Гошеовом болешћу, означеном као тип 1, немају доказе о учешћу централног нервног система.
Неки пацијенти са Гошеовом болешћу са веома ниском активношћу глукоцереброзидазе имају брзу и екстензивну акумулацију глукоцереброзида у целом телу. Мозак ових беба је у великој мери оштећен, а кортикална неуронофагија је широко распрострањена. Пацијенти који показују овај фенотип класификовани су као оболели од Гошеове болести типа 2.
Пацијенти са Гошовом болешћу типа 3 касније испољавају неуропатске знаке.
Већина пацијената са Гошеовом болешћу, означеном као тип 1, немају доказе о учешћу централног нервног система. Пацијенти са Гошеовом болешћу типа 3 касније испољавају неуропатске знаке.

## Класификација
Према Међународној класификацији болести десете ревизије ( МКБ-10 ), постоје:
- Е 75 Поремећаји метаболизма сфинголипида и друге болести складиштења липида .
  - Е 75.0 ГМ2 ганглиозидоза: Сандхофова болест , Теј-Саксова болест, ГМ2 ганглиозидоза: НОС (без даљег навођења) , одрасли, малолетници.
  - Е 75.1 Друге ганглиозидозе. ГМ1 ганглиозидоза, муколипидоза IV.
  - Е 75.2 Друге сфинголипидозе. Фабријева болест,  Гошеова болест,  Крабеова болест . Ниман-Пикова болест . Фарберов синдром, Метахроматска леукодистрофија .

Такође се разликују:
- Ганглиозидозе:
  - ГМ1 ганглиозидоза
  - ГМ2 ганглиозидоза :
    - Теј-Саксова болест ( са варијантама ),
    - Сандхофова болест
    - АБ варијанта ГМ2 ганглиозидозе
- Гликолипидозе:
  - Фабријева болест,
  - Крабеова болест ,
  - Метахроматска леукодистрофија .
- Глукоцереброзидозе:
  - Гошеова болест (са подтиповима).
- Фосфолипидозе:
  - Ниман-Пикова болест (сфингомијелинска липидоза)
  - Фарберова болест (недостатак церамидазе)

### Упоредни приказ
| Болест                              | Недостатак ензима              | Акумулирани производи                                              | Симптоми | Наслеђе             | Учесталост                                                                          | Општеприхваћени третмани | Прогноза |
| ----------------------------------- | ------------------------------ | ------------------------------------------------------------------ | --- | ------------------- | ----------------------------------------------------------------------------------- | --- | --- |
| Ниман—Пикова болест                 | Сфингомијелиназа               | Сфингомијелин у мозгу и еритроцитима                               | - Ментална ретардација - Спастичност - Напади - Хепатоспленомегалија - Тромбоцитопенија - Атаксија                                    | Аутозомно рецесивно | 1 у 100.000                                                                         | Лимитиран | Високо варијабилна, инфантилна неуровисцерална Ниеманн Пицк болест (тип А АСМД) обично је фатална пре 3 године живота. Процењени морталитет пре одраслог доба за хронични висцерални облик (тип Б) је око 15-25%. Многи живе добро у одраслом добу и могу достићи нормалан животни век. Дијагноза је постављена у 7. деценији живота. |
| Фабријева болест                    | α-галактозидаза A              | Гликолипиди, посебно церамид трихексозид, у мозгу, срцу, бубрезима | - Исхемијски инфаркт у захваћеним органима - Акропарестезија - Ангиокератоми - хипохидроза                                            | X-везан             | Између 1 од 40.000 до 1 на 120.000 живорођених мушкараца                            | Терапија замене ензима (али скупа) | Очекивани животни век мушкараца од око 60 година |
| Крабеова болест                     | Галактоцереброзидазе           | Гликолипиди, посебно галактоцереброзид, у олигодендроцитима        | - Спастичност - Неуроденегерација (која води до смрти) - Хипертонија - Хиперрефлексија - Став налик децеребрацији - Слепило - Глувоћа | Аутозомно рецесивно | Око 1 на 100.000 рођених                                                            | Трансплантација коштане сржи (висок ризик, потенцијални неуспех, ефикасно обезбеђује замену ензима централном нервном систему од шест месеци након трансплантације, ако се уради у најранијим фазама; мање ефикасна замена ензима за периферни нервни систем) | Нетрансплантирано, ау случају неуспешне трансплантације, генерално фатално пре 2 године за бебе |
| Гошеова болест                      | Глуцоцеребросидасе             | Глукоцереброзиди у еритроцитима, јетри и слезини                   | - Хепатоспленомегалија - Панцитопенија - Бол у костима - Деформитет Ерленмајерове тиквице                                             | Аутозомно рецесивно | Око 1 од 20.000 живорођених, више међу Јеврејима Ашкеназа                           | Терапија замене ензима (али скупа) | Може добро живети у одраслом добу |
| Теј-Саксова болест                  | Хексосаминидаза А              | ГМ2 ганглиозиди у неуронима                                        | - Неуродегенерација - Сметње у развоју - Рана смрт                                                                                    | Аутозомно рецесивно | Приближно 1 од 320.000 новорођенчади у општој популацији, више у Ашкенази Јеврејима | Нема | Смрт од прибл. 4 године за инфантилног Таи-Сацхса |
| Метахроматска леукодистрофија (МЛД) | Арилсулфатаза А или просапосин | Сулфатидна једињења у нервном ткиву                                | Демијелинизација у ЦНС и ПНС: - Ментална ретардација - Моторна дисфункција - Атаксија - Хипорефлексија - Напади                       | Аутозомно рецесивно | 1 од 40.000 до 1 од 160.000                                                         | Трансплантација коштане сржи (висок ризик, потенцијални неуспех, ефикасно обезбеђује замену ензима централном нервном систему од шест месеци након трансплантације, ако се уради у најранијим фазама; мање ефикасна замена ензима за периферни нервни систем) | Нетрансплантирано, ау случају неуспеле трансплантације смрт за цца. 5 година за инфантилни МЛД |

## Терапија
У овом тренутку, доступан је само ограничен број стратегија за лечење пацијената са метаболичким поремећајима складиштења. Међу њима су најзначајније:

### Трансплантација органа
Трансплантација органа, алографтима органа углавном је неефикасна.

### Трансплантација коштане сржи
Трансплантација коштане сржи, може излечити пацијенте са Гошеовом болешћу типа 1. Због ризика који су тренутно повезани са овом процедуром, само мали број пацијената са Гошеовом болешћу типа 1 је примио трансплантацију коштане сржи. Неколико пацијената са типом 3 (хронична неуронопатска) Гошеове болест је такође лечено на овај начин, са променљивом клиничком користи.Ензимска терапија Ензимска супституциона терапија је веома ефикасна за пацијенте са типом 1 Гошеове болести. Примаоци су показали значајно побољшање анемије, тромбоцитопеније, хепатоспленомегалије, оштећења скелета и квалитета живота. Рекомбинантна глукоцереброзидаза је ефикасна као и плацентни ензим који је коришћен у раним испитивањима и брзо замењује употребу плаценталне глукоцереброзидазе.

### Терапија ензимима
Одговор на терапију замене ензима је накнадно процењен код пацијената са типом 3 (хронична неуронопатска) Гауцхерова болест. Још једном, хематолошке и системске манифестације су се драматично побољшале. Међутим, постоји велика неизвесност у погледу ефекта овог третмана на неуролошке манифестације. Само мала количина интравенозно примењене глукоцереброзидазе могла је да се открије у цереброспиналној течности, а јављала се само са високим дозама глукоцереброзидазе. Код неких пацијената су постојале биохемијске индикације смањења оптерећења Гошеових ћелија у одељку можданог ликвора. Штавише, чинило се да је код неколико пацијената који су показали хоризонталну парализу погледа дошло до побољшања ове абнормалности. Међутим, није примећена значајна корист код пацијената са тешким миоклоничним нападима. Остаје да се утврде дугорочни ефекти терапије замене ензима код пацијената са типом 3 Гаушерове болести.

### Генска терапија
Многи истраживачи постају заинтересовани за генску терапију. Овај приступ изгледа посебно привлачан за пацијенте са Гаушеровом болешћу типа 1, јер трансплантација коштане сржи може бити лековита. Спроведенесу  претклиничке студије о генској терапији за Гошеову болест код глодара и нељудских примата. Охрабрени налазима, истраживачи су предузели  даља испитивање генске терапије  и приметили  пролазно обележавање малог процента ћелија периферне крви са нормалним трансгеном глукоцереброзидазе.